# 格呂耶爾湖
46°39′N 7°06′E / 46.650°N 7.100°E

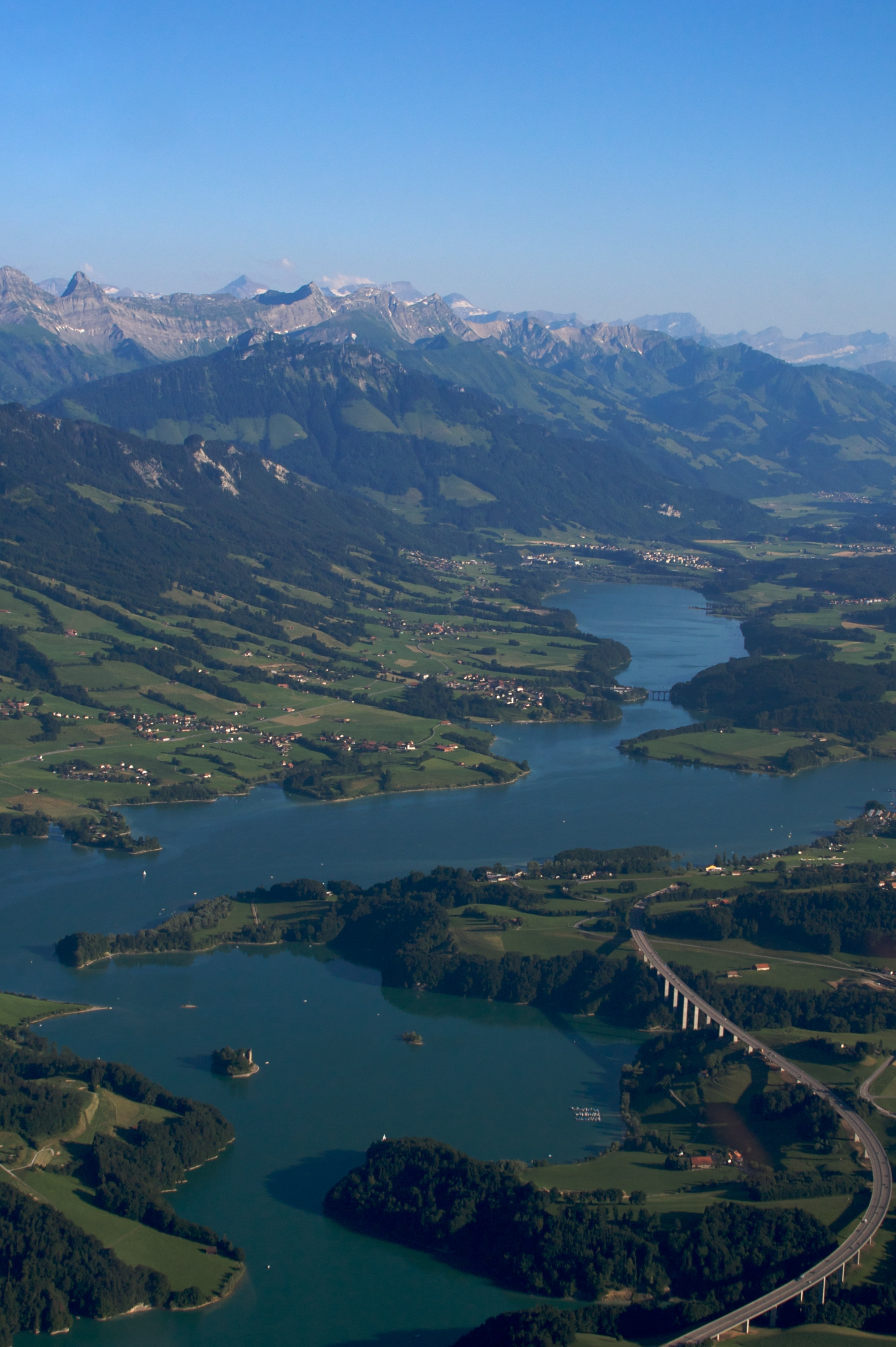

格呂耶爾湖是瑞士的湖泊，位於該國西部弗里堡州，長13.5公里，面積9.6平方公里，集水區面積954平方公里，海拔高度677米，最大水深75米，蓄水量2.2億立方米。

## 外部連結
- Swissdams: Rossens
- Swisscastles: Ogoz （页面存档备份，存于）